# Programación (música)

En la música, programación es una forma de producción musical e interpretación usando dispositivos electrónicos, a menudo secuenciadores o un programa informático. La programación se usa en la mayor parte de música electrónica y del hip hop, desde la década de 1990. También se usa mucho en la música pop y en el rock «moderno», en varias regiones del mundo y a veces en smooth jazz y en la música clásica contemporánea, en bandas hardcore y metalcore.

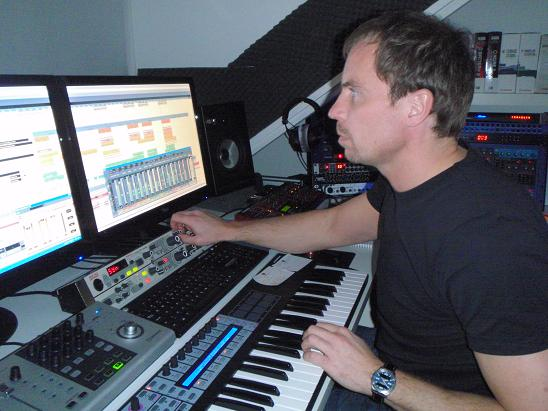
Peter Francken en su estudio de grabación.